# Temporada 1992-1993 de la UE Figueres
La setena i darrera temporada de la UE Figueres a Segona Divisió A va començar amb la marxa de D'Alessandro al Betis, però no fou l'única. Tab Ramos l'acabà acompanyant a Sevilla. Vermes tornà als Estats Units. El Rayo i el Saragossa s'esbatussaven pel campió olímpic Toni, que al final marxà cap a Madrid, a l'equip de l'inefable Ruiz Mateos. Altimira acceptà una oferta del Badajoz. Tito Vilanova saltà a Primera a les files del Celta de Vigo. El massatgista i home de confiança dels jugadors, Gaspar Pat Sala, deixà el club, igual que el delegat, Ismael Grifeu. Amb aquell panorama, Emili Bach decidí fitxar l'exjugador i entrenador de Premià Miquel Corominas. L'equip mantingué, però, alguns jugadors clau: Márquez, Duran, Valentín, Urbieta, Ferrer, Comas. Manel Pagès mantingué el càrrec de segon entrenador.
La pretemporada cridava al pessimisme, i Corominas aviat demostrà, segons els rumors, ser poc pacient i dir les coses pel seu nom. El seu sistema de joc i de treball no convencia quasi ningú. A la quarta jornada fou destituït a les oficines del club, situades al carrer Moreria. Corominas sentencià: «La directiva no té ni idea de futbol.» Li comunicaren el cessament el dissabte al migdia, després del darrer entrenament de la setmana, i poques hores abans del partit Figueres-Sestao. Manel Pagès segué accidentalment a la banqueta. L'equip, descompost i tens, perdé per 1-2 (l'únic gol local el va marcar Alejo).
El Consell d'Administració fitxà ràpidament Pichi Alonso. El tècnic arribà amb el temps just per anar a RCD Mallorca (4-0). L'equip era cuer amb 2 punts i 4 negatius. EI 18 d'octubre, Arseni Comas marcà un solitari gol que permeté guanyar al Lugo. El club no tardà a rescindir el contracte d'Edel, López i Raigón. Per contra, arribà el primer reforç de la competició, el jugador Vladan Dimitrijevic, cedit per l'Albacete. Vladan s'uní al golejador Zoran Stojadinović i encetaren així el grup dels serbis a Figueres mentre es mantenia més viva que mai la Guerra dels Balcans a l'antiga Iugoslàvia. La seva presència no fou gens conflictiva, però sovint eren reclamats pels mitjans de comunicació per parlar més de política que de futbol. L'1 de novembre, dia de Tot Sants, el Figueres guanyà el potent Valladolid (1-0), amb un gol de penal de Márquez. Al cap d'uns dies saltà la bomba informativa de l'any: el jugador andalús José Manuel Monsalvete, cedit al Figueres pel Betis, donà positiu de cocaïna en el control antidòping del dia dels difunts. Ell ho negà en un primer moment, però la contraanàlisi ho confirmà i el centrecampista es convertí en el tercer cas de dopatge registrat en el futbol espanyol. El sancionaren i va haver de tornar cap a Sevilla.
El 13 de desembre, el Figueres empatà a Lleida (1-1), amb un ambient més que carregat. Els lleidatans manifestaren una increïble animadversió cap als figuerencs. El periodista castelloní Pitu Anaya patí aquella actitud per part dels seus propis companys de la cadena radiofònica per la qual treballava quan era a la zona de premsa del Camp Municipal de Lleida. A Figueres es tornà a recordar el crit de «Cádiz, Cádiz!!!» que els aficionats del Segrià van entonar pocs mesos abans, quan es disputava la promoció d'ascens a Primera.
El 17 de desembre es produí un altre fet clau d'aquella temporada: el formidable defensa Alejo viatja a Vigo amb el vicepresident Josep Serra i signa contracte amb el Celta. La Unió perdia una part del seu potencial defensiu... i ofensiu. Alejo era un gran rematador de cap en els córners.
L'inici de la davallada va arribar el dia de Sant Valentí a Badajoz. Els locals van golejar la Unió amb un marcador d'escàndol: 7-1. Pozo va ser el protagonista, enamorant-se del gol i essent l'autor de cinc dels set encerts extremenys.
Després d'empatar amb el Compostel·la a casa (2-2), Ramon de Quintana fou cridat a la selecció sub-21.
A finals de febrer, la Unió passà a ser l'equip més golejat de Segona, amb 39 gols encaixats. Per postres, el porter Ferrer es lesionà i l'hagué de substituir el jove Ángel Campos, un noi de Roses que feia temps que esperava la seva oportunitat en companyia d'un altre jove porter, el portbouenc Antoni Marín.
El 14 de març, el Figueres feu un favor al Lugo, perdé per 2-0, amb la qual cosa li permeté sortir de la cua i caigué ell mateix en la zona de descens directe. Entremig d'aquells successos, el Logronyès va cedir un altre serbi, Dejan Marković, i el Saragossa va fer el mateix amb César i Fuertes. Després arribaria el quart jugador balcànic, Kopunović. La millor incorporació, però, va ser la del barcelonista Lluís Cembranos, que va venir a Sant Climent Sescebes a fer la mili. Va debutar amb la Unió l'11 d'abril amb motiu del Figueres-Palamós (2-0). En deu jornades va marcar sis gols. La seva aportació va ser destacada, però no pas suficient.
Per Fires, la Unió perdé a casa amb el Vila-real CF (0-1), que tenia ben poques possibilitats de salvar la categoria. Aquella derrota va complicar la situació figuerenca fins a extrems insospitats. El líder Lleida va arrancar un empat de Vilatenim (0-0). El comportament del públic empordanès, malgrat els precedents, va ser exemplar.
El 30 de maig, el Betis guanyà a Figueres (0-3) i uns aficionats andalusos perderen els papers a la sortida del partit. El vicepresident Aureli Teixidor intentà posar pau i acabà sacsejat per diferents cantons. Els nervis ja estaven a flor de pell. La Unió perdé també a Santander l'antepenúltima jornada (3-1), tot i que encara quedaven esperances, perquè l'equip era cinquè per darrere. En l'últim partit jugat a casa s'imposà amb rotunditat al Marbella (4-1).
A la darrera jornada calia un miracle per eludir el descens. La possibilitat més assequible passava per una victòria figuerenca a la Ciudad Deportiva del Reial Madrid i per una victòria del Barça B en el Mini Estadi davant el Bilbao Atlètic. El Barça B perdé en un partit desastrós i que aixecà sospites mai comprovades. La Unió va fer la feina i va guanyar a Madrid (2-3), amb un darrer gol de Lluís en el minut 91.
L'equip quedà en 17a posició, empatat a punts amb l'SD Eibar però amb el gol-average desfavorable. Així doncs, el Figueres no pogué evitar el retorn a Segona B. L'equip havia sumat només 32 punts, amb 11 victòries, 10 empats i 17 derrotes, i amb 41 gols marcats i 59 d'encaixats.
El 30 de juny, Emili Bach abandonà definitivament, després de diverses pròrrogues, la presidència de la Unió Esportiva Figueres. Dels 691 accionistes de la societat anònima esportiva en què es va convertir el club, només 150 assistiren a l'assemblea del 26 de juliol, en què Albert Domínguez fou elegit president en substitució de Bach. L'empresari s'acomiadà de tots els qui considerà que havien estat al seu costat amb un aperitiu a l'Hotel Travé. En aquell acte, tots els expresidents vius es feren una foto per a la posteritat.

## Fets destacats
1992
- 2 d'agost: el Figueres disputa el primer partit amistós de la temporada, al camp del Maçanet de Cabrenys, on realitza l'stage de pretemporada, guanyant per 1 gol a 16.[8]
- 6 de setembre: primera jornada de lliga, a Vilatenim, contra el CE Sabadell FC, amb victòria per 3 gols a 0.[9]
- 4 d'octubre: la junta directiva destitueix l'entrenador Miquel Corominas després de quatre jornades i fitxa el tècnic Pichi Alonso per a la resta de temporada.[10]

1993
- 27 de març: el Figueres cau eliminat de la Copa Generalitat contra la UDA Gramenet a Palamós, a quarts de final.[11]
- 20 de gener: el Figueres cau eliminat de la Copa del Rei contra el Real Jaén CF a la tornada de la 5a ronda a Vilatenim, als penals.[12]
- 19 de juny: últim partit de lliga amb victòria al camp del Reial Madrid B per 2 gols a 3. Malgrat la victòria, el Figueres descendeix de categoria i retorna a Segona B 7 anys després.[13][6]
- 30 de juny: Emili Bach abandona el càrrec de la presidència del club després de 17 temporades.[14]
- 26 de juliol: Albert Domínguez és elegit nou president de l'entitat.[7]

## Plantilla
| Núm. | Pos. |                 | Jugador                                     | Procedència            | Temporada |
| ---- | ---- | --------------- | ------------------------------------------- | ---------------------- | --------- |
|      | POR  | Catalunya       | Joaquim Ferrer Sala (Ferrer)                | Real Murcia CF         | 1986-1987 |
|      | POR  | Extremadura     | Antonio Marín Estany (Toni Marín)           | juvenil                | 1988-1989 |
|      | POR  | Catalunya       | Àngel Campos Lloret (Campos)                | juvenil                | 1992-1993 |
|      | DEF  | Catalunya       | Pere Gratacós Boix (Gratacós)               | CA Osasuna             | 1984-1985 |
|      | DEF  | Catalunya       | Jordi Codina Güell (Russet)                 | UE Olot                | 1986-1987 |
|      | DEF  | Catalunya       | Albert Valentín Escolano (Valentín)         | FC Barcelona B         | 1986-1987 |
|      | DEF  | Catalunya       | Arseni Comas Julià (Comas)                  | CD Logroñés            | 1988-1989 |
|      | DEF  | Extremadura     | Alejo Indias Álvarez (Alejo)                | FC Barcelona B         | 1988-1989 |
|      | DEF  | Catalunya       | Ramon de Quintana Dalmau (De Quintana)      | CF Damm                | 1991-1992 |
|      | DEF  | Aragó           | César López Jaso (César López)              | CD Hernán Cortés       | 1992-1993 |
|      | DEF  | Aragó           | Pedro Fuertes Amorós (Fuertes)              | Real Zaragoza          | 1992-1993 |
|      | DEF  | Sèrbia          | Vladan Dimitrijevic (Dimitrijevic)          | Albacete Balompié      | 1992-1993 |
|      | DEF  | Catalunya       | Javier Marín Salvador (Marín)               | CE Premià              | 1992-1993 |
|      | MIG  | Catalunya       | Josep Duran Pagès (Duran)                   | Girona FC              | 1977-1978 |
|      | MIG  | País Basc       | Imanol Urbieta Illarramendi (Urbieta)       | CE Sabadell FC         | 1990-1991 |
|      | MIG  | Catalunya       | Rafael Pino Salas (Pino)                    | AEC Manlleu            | 1992-1993 |
|      | MIG  | Catalunya       | José Antonio Vera Navarro (Vera)            | FC Barcelona B         | 1992-1993 |
|      | MIG  | Catalunya       | Luis Cembranos Martínez (Cembranos)         | FC Barcelona B         | 1992-1993 |
|      | MIG  | Catalunya       | Jordi Roura Solà (Roura)                    | Real Murcia CF         | 1992-1993 |
|      | MIG  | Astúries        | Carlos Ovidio Bango Cuervo (Ovidio)         | Sporting de Gijón      | 1992-1993 |
|      | MIG  | Andalusia       | José Manuel Monsalvete Herrera (Monsalvete) | Real Betis             | 1992-1993 |
|      | MIG  | Catalunya       | David Ros Ocaña (Ros)                       | FC Barcelona B         | 1992-1993 |
|      | DAV  | Catalunya       | Bartolomé Márquez López (Tintín Márquez)    | RCD Espanyol           | 1988-1989 |
|      | DAV  | Castella i Lleó | Ángel González Castaños (Ángel)             | Palamós CF B           | 1991-1992 |
|      | DAV  | Andalusia       | Gilberto Navarro Ortiz (Gilberto)           | Granada CF             | 1991-1992 |
|      | DAV  | Catalunya       | Edelmiro Rangil Plazas (Edel)               | CE L'Hospitalet        | 1992-1993 |
|      | DAV  | Andalusia       | Joaquín López López (López)                 | CE Premià              | 1992-1993 |
|      | DAV  | Sèrbia          | Zoran Stojadinović (Stojadinović)           | Deportivo de La Coruña | 1992-1993 |
|      | DAV  | Sèrbia          | Dejan Markovic (Marković)                   | Partizan de Belgrad    | 1992-1993 |
|      | DAV  | Sèrbia          | Goran Kopunović (Kopunović)                 | FK Spartak Subotica    | 1992-1993 |

Llegenda:  ·   Capità  ·   Juvenil  ·   Lesionat  ·   Altes  ·   Passaport europeu  ·   Extracomunitari  ·   Extracomunitari sense restricció
Altres jugadors utilitzats a la pretemporada: Ramón Raigón Martínez (AEC Manlleu), Siniša Končalović (RCD Mallorca), José Antonio Montes Alcaraz (CE l'Hospitalet), Narcís Sabrí Puig, Alberto Mesas Ruiz (juvenil), Xavier Camós Piera (juvenil), Àngel Cortada Borràs (juvenil), Eduard Camós Piera (juvenil), David Masplà (juvenil), Jordi Antúnez (juvenil)
| Baixes                         | Destinació     |
| Toni Jiménez Sistachs          | Rayo Vallecano |
| Tito Vilanova Bayó             | Celta de Vigo  |
| Tab Ramos Ricciardi            | Real Betis     |
| Jordi Melero Busquets          | Girona FC      |
| Jordi Grabulosa Darné          | UE Lleida      |
| Aureli Altimira Herce          | CD Badajoz     |
| Carles Curós Hurtado           | UE Olot        |
| Lobo Carrasco Hidalgo          |                |
| Peter Joseph Vermes            |                |
| José Manuel Gómez Romaña Chiri |                |

## Resultats
| Amistosos |

| 2 agost 1992 | CE Maçanet de Cabrenys | 1 – 16          | UE Figueres                                                          | Maçanet de Cabrenys                |  |
|              | Riera                  | Mundo Deportivo | Márquez · Ros · Končalović · Vera · Urbieta · López · Montes · Comas | Municipal de Maçanet de Cabrenys · |  |

| 8 agost 1992 | CE Fortià | 0 – 7           | UE Figueres            | Fortià                |  |
|              |           | Diari de Girona | Edel · Urbieta · Roura | Municipal de Fortià · |  |

| 10 agost 1992 | FC Palafrugell          | 2 – 1           | UE Figueres | Palafrugell                |  |
|               | Tito 58' · Anacleto 70' | Diari de Girona | 22' Márquez | Municipal de Palafrugell · |  |

| 14 agost 1992                        | CE Banyoles               | 2 – 3         | UE Figueres                     | Banyoles                    |  |
| XXIV Torneig de l'Estany - Semifinal | Castanyer 38' · Manel 49' | El Punt Diari | 15' 46' Stojadinović · 57' Edel | Nou Municipal de Banyoles · |  |

| 16 agost 1992                    | Girona FC       | 1 – 3 (pr.)   | UE Figueres                        | Banyoles                    |  |
| XXIV Torneig de l'Estany - Final | Alonso 92' (p.) | El Punt Diari | 56' 98' De Quintana · 120' Urbieta | Nou Municipal de Banyoles · |  |

| 19 agost 1992 | CE Llançà | 0 – 7         | UE Figueres                                               | Llançà                     |  |
|               |           | El Punt Diari | 6' Márquez · 22' 80' 88' 90' Edel · 35' Roura · 57' Alejo | Camp de futbol municipal · |  |

| 22 agost 1992 | CE Premià | 1 – 2           | UE Figueres  | Premià de Mar              |  |
|               | Suso 21'  | Mundo Deportivo | 43' 75' Edel | Camp de futbol municipal · |  |

| 23 agost 1992 | AEC Manlleu              | 2 – 2 (pp.)   | UE Figueres  | Manlleu                       |  |
|               | Quevedo 6' · Paquito 50' | El Punt Diari | 21' 71' Edel | Estadi Municipal de Manlleu · |  |

| Copa Generalitat |

| 27 març 1993                               | UDA Gramenet                               | 0 – 0 (pp.)     | UE Figueres                               | Palamós                                         |                                           |
| Quarts de final                            |                                            | Mundo Deportivo |                                           | Camp Nou Municipal de Palamós · Pérez Sánchez · |                                           |
|                                            |                                            | Tanda de penals |                                           |                                                 |                                           |
| García · Modesto · Rovira · Juqui · Romero | García · Modesto · Rovira · Juqui · Romero | 5 – 4           | Vera · César · Ros · Fuertes · Kopunović' | Vera · César · Ros · Fuertes · Kopunović'       | Vera · César · Ros · Fuertes · Kopunović' |

| Copa del Rei |

| 1 octubre 1992   | CD Numancia | 1 – 1           | UE Figueres    | Sòria                                                          |  |
| 3a ronda - Anada | Yeli 64'    | Mundo Deportivo | 47' (p.) Alejo | Estadio Municipal Los Pajaritos · Luis María Antoñana Moraza · |  |

| 22 octubre 1992    | UE Figueres                                  | 3 – 2           | CD Numancia  | Figueres                                           |  |
| 3a ronda - Tornada | Ángel 4' · Monsalvete 59' · Stojadinović 82' | Mundo Deportivo | 15' 34' Yeli | Municipal de Vilatenim · Fernando Carmona Méndez · |  |

| 2 desembre 1992  | CD Orense | 1 – 0           | UE Figueres | Ourense                                             |  |
| 4a ronda - Anada | Matxon 6' | Mundo Deportivo |             | Estadi d'O Couto · César Luis Barrenechea Montero · |  |

| 17 desembre 1992   | UE Figueres         | 2 – 0           | CD Orense | Figueres                                    |  |
| 4a ronda - Tornada | Ángel 4' · Vera 63' | Mundo Deportivo |           | Municipal de Vilatenim · José Miró Pastor · |  |

| 13 gener 1993    | Real Jaén CF                 | 2 – 1           | UE Figueres | Jaén                                              |  |
| 5a ronda - Anada | Chumilla 32' (p.) · Gabi 91' | Mundo Deportivo | 45' Fuertes | Estadio de la Victoria · Santiago Sánchez Calvo · |  |

| 20 gener 1993                                                            | UE Figueres                                                              | 1 – 0 (pp.)     | Real Jaén CF                                                        | Figueres                                                            |                                                                     |
| 5a ronda - Tornada                                                       | Urbieta 68' (p.)                                                         | Mundo Deportivo |                                                                     | Municipal de Vilatenim · Francisco Javier Pardo del Burgo ·         |                                                                     |
|                                                                          |                                                                          | Tanda de penals |                                                                     |                                                                     |                                                                     |
| Fuertes · Urbieta · Márquez · Stojadinović · Roura · Ángel · De Quintana | Fuertes · Urbieta · Márquez · Stojadinović · Roura · Ángel · De Quintana | 4 – 5           | Javier · Pascual · Cardona · Campos · Ballesteros · Espejo · Puskas | Javier · Pascual · Cardona · Campos · Ballesteros · Espejo · Puskas | Javier · Pascual · Cardona · Campos · Ballesteros · Espejo · Puskas |

| Segona Divisió A |

| 6 setembre 1992 | UE Figueres                           | 3 – 0           | CE Sabadell FC | Figueres                                                                      |  |
| Jornada 1       | Márquez 85' · Vera 87' · Valentín 89' | Mundo Deportivo |                | Municipal de Vilatenim · 4.500 espectadors · José Manuel Beguiristain Iceta · |  |

| 13 setembre 1992 | CD Castelló                                      | 4 – 1           | UE Figueres | Castelló de la Plana                                      |  |
| Jornada 2        | Punišić 30' 82' · Mladenović 52' · Guillermo 72' | Mundo Deportivo | 23' Márquez | Nou Castàlia · 3.500 espectadors · Abilio Caetano Bueno · |  |

| 20 setembre 1992 | UE Figueres | 1 – 3           | CD Badajoz                        | Figueres                                             |  |
| Jornada 3        | Urbieta 4'  | Mundo Deportivo | 20' Perepadenko · 36' 45' Broshin | Municipal de Vilatenim · Gonzalo Panadero Martínez · |  |

| 27 setembre 1992 | SD Compostela   | 1 – 0           | UE Figueres | Santiago de Compostel·la                                                         |  |
| Jornada 4        | Fabiano 8' (p.) | Mundo Deportivo |             | Campo Municipal de Santa Isabel · 4.000 espectadors · Emilio Fernández Terente · |  |

| 4 octubre 1992 | UE Figueres | 1 – 2           | Sestao SC               | Figueres                                                        |  |
| Jornada 5      | Alejo 24'   | Mundo Deportivo | 42' Fuentes · 85' Moska | Municipal de Vilatenim · 2.500 espectadors · José Miró Pastor · |  |

| 7 octubre 1992 | RCD Mallorca                    | 4 – 0           | UE Figueres | Palma                                                 |  |
| Jornada 6      | Gálvez 17' · Stošić 34' 55' 64' | Mundo Deportivo |             | Estadi Lluís Sitjar · Juan Gregorio Hernández Pérez · |  |

| 18 octubre 1992 | UE Figueres | 1 – 0           | CD Lugo | Figueres                                      |  |
| Jornada 7       | Comas 70'   | Mundo Deportivo |         | Municipal de Vilatenim · José Japón Sevilla · |  |

| 25 octubre 1992 | Bilbao Athletic  | 1 – 0           | UE Figueres | Bilbao                               |  |
| Jornada 8       | Bidaurrazaga 73' | Mundo Deportivo |             | San Mamés · Carlos Sánchez Regidor · |  |

| 1 novembre 1992 | UE Figueres      | 1 – 0           | Real Valladolid CF | Figueres                                             |  |
| Jornada 9       | Márquez 40' (p.) | Mundo Deportivo |                    | Municipal de Vilatenim · José Miguel Alemán Martín · |  |

| 8 novembre 1992 | Palamós CF   | 1 – 0           | UE Figueres | Palamós                                                             |  |
| Jornada 10      | Orejuela 80' | Mundo Deportivo |             | Nou Estadi de Palamós · 4.000 espectadors · Leonardo Esteban Díaz · |  |

| 21 novembre 1992 | UE Figueres                        | 2 – 1           | FC Barcelona B   | Figueres                                              |  |
| Jornada 11       | Dimitrijević 9' · Stojadinović 85' | Mundo Deportivo | 63' Miguel Ángel | Municipal de Vilatenim · José Antonio García Prieto · |  |

| 29 novembre 1992 | Vila-real CF | 0 – 1           | UE Figueres      | Vila-real                                            |  |
| Jornada 12       |              | Mundo Deportivo | 80' Stojadinović | Estadi El Madrigal · José Jesús Velázquez Carrillo · |  |

| 6 desembre 1992 | UE Figueres                    | 2 – 1           | CP Mérida | Figueres                                           |  |
| Jornada 13      | Márquez 68' · Stojadinović 78' | Mundo Deportivo | 13' Cuc   | Municipal de Vilatenim · Antonio Navarrete Reyes · |  |

| 13 desembre 1992 | UE Lleida  | 1 – 1           | UE Figueres | Lleida                                        |  |
| Jornada 14       | Gracia 65' | Mundo Deportivo | 14' Alejo   | Camp d'Esports · Luis María Contador Crespo · |  |

| 20 desembre 1992 | UE Figueres      | 1 – 1           | SD Eibar    | Figueres                                          |  |
| Jornada 15       | Dimitrijević 78' | Mundo Deportivo | 36' Bikandi | Municipal de Vilatenim · Federico Pérez Gallego · |  |

| 3 gener 1993 | Real Betis | 0 – 1           | UE Figueres | Sevilla                                                                        |  |
| Jornada 16   |            | Mundo Deportivo | 86' Duran   | Estadi Benito Villamarín · 35.000 espectadors · Teodosio Hernández Velázquez · |  |

| 10 gener 1993 | UE Figueres      | 1 – 2           | Racing de Santander     | Figueres                                           |  |
| Jornada 17    | Sañudo 7' (p.p.) | Mundo Deportivo | 55' Geli · 82' De Diego | Municipal de Vilatenim · Ricardo Alfonso Álvarez · |  |

| 17 gener 1993 | CA Marbella           | 2 – 1           | UE Figueres | Marbella                                                               |  |
| Jornada 18    | Comas 12' · Sousa 78' | Mundo Deportivo | Ángel' 66   | Estadio Municipal de Marbella · Víctor Martínez de Lafuente Iturrate · |  |

| 23 gener 1993 | UE Figueres      | 1 – 2           | Reial Madrid B   | Figueres                                                 |  |
| Jornada 19    | Stojadinović 79' | Mundo Deportivo | 22' 55' Esnáider | Municipal de Vilatenim · José Jesús Velázquez Carrillo · |  |

| 30 gener 1993 | CE Sabadell FC | 1 – 1           | UE Figueres     | Sabadell                                      |  |
| Jornada 20    | Barbarà 73'    | Mundo Deportivo | 50' César López | Nova Creu Alta · Luis María Antoñana Moraza · |  |

| 7 febrer 1993 | UE Figueres                   | 2 – 0           | CD Castelló | Figueres                                          |  |
| Jornada 21    | César López 58' · Márquez 83' | Mundo Deportivo |             | Municipal de Vilatenim · Carlos Sánchez Regidor · |  |

| 14 febrer 1993 | CD Badajoz                                                         | 7 – 1           | UE Figueres      | Badajoz                                  |  |
| Jornada 22     | Pozo 11' 27' 33' (p.) 59' 64' · Altimira 54' · Gratacós 62' (p.p.) | Mundo Deportivo | 55' Stojadinović | Estadio El Vivero · José Japón Sevilla · |  |

| 20 febrer 1993 | UE Figueres             | 2 – 2           | SD Compostela        | Figueres                                                            |  |
| Jornada 23     | Duran 39' (p.) 79' (p.) | Mundo Deportivo | 35' Ohen · 87' Marić | Municipal de Vilatenim · 1.500 espectadors · Abilio Caetano Bueno · |  |

| 28 febrer 1993 | Sestao SC                                  | 3 – 1           | UE Figueres      | Sestao                                        |  |
| Jornada 24     | Ibarrondo 39' · Bustinza 55' · Aspiazu 87' | Mundo Deportivo | 66' Stojadinović | Las Llanas · José Manuel Beguiristain Iceta · |  |

| 6 març 1993 | UE Figueres     | 1 – 1           | RCD Mallorca | Figueres                                         |  |
| Jornada 25  | Stojadinović 6' | Mundo Deportivo | 30' Gálvez   | Municipal de Vilatenim · Leonardo Esteban Díaz · |  |

| 14 març 1993 | CD Lugo                  | 2 – 0           | UE Figueres | Lugo                                           |  |
| Jornada 26   | Ramiro 16' · Grampon 50' | Mundo Deportivo |             | Estadi Anxo Carro · Emilio Fernández Terente · |  |

| 21 març 1993 | UE Figueres | 0 – 0           | Bilbao Athletic | Figueres                                                |  |
| Jornada 27   |             | Mundo Deportivo |                 | Municipal de Vilatenim · Josep Vicent Ferré Domínguez · |  |

| 4 abril 1993 | Real Valladolid CF            | 3 – 0           | UE Figueres | Valladolid                                          |  |
| Jornada 28   | Onésimo 17' · Alberto 21' 79' | Mundo Deportivo |             | Estadi José Zorrilla · José Antonio García Prieto · |  |

| 11 abril 1993 | UE Figueres                   | 2 – 0           | Palamós CF | Figueres                                               |  |
| Jornada 29    | Russet 68' · Stojadinović 89' | Mundo Deportivo |            | Municipal de Vilatenim · Carlos Tomás Yuste González · |  |

| 18 abril 1993 | FC Barcelona B | 1 – 1           | UE Figueres   | Barcelona                       |  |
| Jornada 30    | Carreras 31'   | Mundo Deportivo | 85' Cembranos | Miniestadi · José Miró Pastor · |  |

| 2 maig 1993 | UE Figueres | 0 – 1           | Vila-real CF  | Figueres                                                    |  |
| Jornada 31  |             | Mundo Deportivo | 82' Edu Arnau | Municipal de Vilatenim · Francisco Javier Pardo del Burgo · |  |

| 9 maig 1993 | CP Mérida  | 1 – 1           | UE Figueres   | Mèrida                                        |  |
| Jornada 32  | Aquino 41' | Mundo Deportivo | 35' Cembranos | Estadio Romano · Luis María Contador Crespo · |  |

| 15 maig 1993 | UE Figueres | 0 – 0           | UE Lleida | Figueres                                      |  |
| Jornada 33   |             | Mundo Deportivo |           | Municipal de Vilatenim · José Japón Sevilla · |  |

| 23 maig 1993 | SD Eibar                  | 2 – 2           | UE Figueres                | Eibar                                     |  |
| Jornada 34   | Cuéllar 7' · Garitano 82' | Mundo Deportivo | 28' Russet · 31' Cembranos | Ipurua · José Manuel Andradas Asurmendi · |  |

| 30 maig 1993 | UE Figueres | 0 – 3           | Real Betis                    | Figueres                                            |  |
| Jornada 35   |             | Mundo Deportivo | 11' 76' Gordillo · 89' Loreto | Municipal de Vilatenim · Emilio Fernández Terente · |  |

| 5 juny 1993 | Racing de Santander                 | 3 – 1           | UE Figueres   | Santander                                       |  |
| Jornada 36  | Roncal 68' · Mutiu 76' · Pineda 81' | Mundo Deportivo | 33' Cembranos | El Sardinero · César Luis Barrenechea Montero · |  |

| 13 juny 1993 | UE Figueres                                                 | 4 – 1           | CA Marbella | Figueres                                         |  |
| Jornada 37   | Marković 26' · Pino 43' · Txirri 44' (p.p.) · Cembranos 85' | Mundo Deportivo | 59' Loren   | Municipal de Vilatenim · Julián Quiralte Simón · |  |

| 19 juny 1993 | Reial Madrid B                     | 2 – 3           | UE Figueres                                     | Madrid                                          |  |
| Jornada 38   | Torres Gómez 25' · Sandro 87' (p.) | Mundo Deportivo | 43' Stojadinović · 49' Marković · 89' Cembranos | Ciudad Deportiva · José Antonio García Prieto · |  |

## Classificació
| Pos. | Equip               | J  | G  | E  | P  | GF | GC | DG  | pts. |
| --- | ------------------- | -- | -- | -- | -- | -- | -- | --- | ---- |
| 1r | UE Lleida           | 38 | 23 | 11 | 4  | 56 | 20 | +36 | 57   |
| 2n | Real Valladolid CF  | 38 | 20 | 12 | 6  | 50 | 30 | +20 | 52   |
| 3r | Racing de Santander | 38 | 23 | 6  | 9  | 56 | 38 | +18 | 52   |
| 4t | RCD Mallorca        | 38 | 21 | 8  | 9  | 57 | 34 | +23 | 50   |
| 5è | Real Betis          | 38 | 16 | 11 | 11 | 49 | 33 | +16 | 43   |
| 6è | Reial Madrid B      | 38 | 15 | 12 | 11 | 57 | 41 | +16 | 42   |
| 7è | CA Marbella         | 38 | 17 | 8  | 13 | 45 | 41 | +4  | 42   |
| 8è | FC Barcelona B      | 38 | 15 | 9  | 14 | 59 | 55 | +4  | 39   |
| 9è | CP Mérida           | 38 | 13 | 13 | 12 | 43 | 42 | +1  | 39   |
| 10è | CD Castelló         | 38 | 13 | 10 | 15 | 40 | 45 | -5  | 36   |
| 11è | CD Badajoz          | 38 | 14 | 8  | 16 | 37 | 36 | +1  | 36   |
| 12è | SD Compostela       | 38 | 10 | 15 | 13 | 35 | 39 | -4  | 35   |
| 13è | Vila-real CF        | 38 | 13 | 8  | 17 | 38 | 51 | -13 | 34   |
| 14è | Palamós CF          | 38 | 12 | 9  | 17 | 33 | 50 | -17 | 33   |
| 15è | Bilbao Athletic     | 38 | 9  | 15 | 14 | 33 | 34 | -1  | 33   |
| 16è | SD Eibar            | 38 | 10 | 12 | 16 | 33 | 34 | -11 | 32   |
| 17è | UE Figueres         | 38 | 11 | 10 | 17 | 41 | 59 | -18 | 32   |
| 18è | CD Lugo             | 38 | 7  | 11 | 20 | 23 | 41 | -18 | 25   |
| 19è | Sestao SC           | 38 | 7  | 10 | 21 | 29 | 54 | -25 | 24   |
| 20è | CE Sabadell FC      | 38 | 8  | 8  | 22 | 30 | 57 | -27 | 24   |
| En verd, els equips que ascendiren a Primera Divisió, en groc, els que disputaren la fase de promoció a Primera, i en vermell, els que descendiren a Segona Divisió B. |                     |    |    |    |    |    |    |     |      |

## Estadístiques individuals
| Jugador                        | P. | T. | S. | M.   | G. | TG | TV |
| ------------------------------ | -- | -- | -- | ---- | -- | -- | -- |
| Joaquim Ferrer Sala            | 27 | 27 | 0  | 2411 | 0  | 2  | 0  |
| Àngel Campos Lloret            | 12 | 11 | 1  | 1009 | 0  | 0  | 0  |
| Arensi Comas Julià             | 29 | 27 | 2  | 2426 | 1  | 3  | 0  |
| Pere Gratacós Boix             | 32 | 32 | 0  | 2836 | 0  | 5  | 1  |
| Ramon de Quintana Dalmau       | 26 | 23 | 3  | 2077 | 0  | 6  | 0  |
| Albert Valentín Escolano       | 31 | 31 | 0  | 2684 | 1  | 8  | 2  |
| César López Jaso               | 27 | 27 | 0  | 2283 | 2  | 10 | 1  |
| Pedro Fuertes Amorós           | 20 | 20 | 0  | 1711 | 0  | 7  | 2  |
| Alejo Indias Álvarez           | 13 | 13 | 0  | 1100 | 2  | 4  | 1  |
| Jordi Codina Güell Russet      | 13 | 12 | 1  | 950  | 2  | 7  | 2  |
| Vladan Dimitrijević            | 10 | 7  | 3  | 651  | 2  | 1  | 0  |
| Javier Marín Salvador          | 6  | 4  | 2  | 424  | 0  | 1  | 0  |
| Pitu Duran Pagès               | 31 | 31 | 0  | 2680 | 3  | 8  | 1  |
| Imanol Urbieta Illarramendi    | 22 | 20 | 2  | 1694 | 1  | 2  | 0  |
| Rafael Pino Salas              | 15 | 15 | 0  | 1305 | 1  | 5  | 0  |
| José Antonio Vera Navarro      | 15 | 8  | 7  | 795  | 1  | 0  | 1  |
| Luis Cembranos Martínez        | 10 | 10 | 0  | 900  | 6  | 2  | 0  |
| Jordi Roura Solà               | 13 | 3  | 10 | 530  | 0  | 1  | 0  |
| Carlos Ovidio Bango Cuervo     | 7  | 4  | 3  | 335  | 0  | 0  | 0  |
| José Manuel Monsalvete Herrera | 5  | 4  | 1  | 291  | 0  | 1  | 0  |
| David Ros Ocaña                | 3  | 1  | 2  | 121  | 0  | 0  | 0  |
| Zoran Stojadinović             | 33 | 28 | 5  | 2527 | 9  | 5  | 0  |
| Tintín Márquez López           | 32 | 25 | 7  | 2313 | 5  | 7  | 1  |
| Ángel González Castaños        | 22 | 10 | 12 | 1101 | 1  | 1  | 0  |
| Dejan Marković                 | 12 | 11 | 1  | 916  | 2  | 2  | 0  |
| Joaquín López López            | 7  | 6  | 1  | 460  | 0  | 1  | 0  |
| Goran Kopunović                | 7  | 4  | 3  | 412  | 0  | 1  | 0  |
| Edelmiro Rangil Plazas         | 6  | 2  | 4  | 261  | 0  | 0  | 0  |
| Gilberto Navarro Ortiz         | 4  | 2  | 2  | 180  | 0  | 1  | 0  |